# Female Pleasure
Female Pleasure, reso graficamente come #Female Pleasure, è un film documentario del 2018 della regista svizzera Barbara Miller. Il film esplora la sessualità femminile nel XXI secolo in tutto il mondo attraverso le storie di cinque donne che lottano a favore dell'emancipazione della sessualità femminile.

## Trama
Female Pleasure (il piacere femminile) si occupa dell'oppressione della donna e in particolare della sua sessualità. Il documentario segue cinque donne con diverse origini religiose in varie regioni del mondo nella loro lotta per avere una relazione paritaria tra i sessi.

## Distribuzione
Il documentario è stato presentato al Festival di Locarno il 5 agosto 2018.